# Benedetto Bordon
Pour les articles homonymes, voir Bordon, Bordone et Bordoni.
Benedetto Bordon (appelé aussi Bordone ou Bordoni) est un enlumineur, cartographe, dessinateur et libraire-imprimeur actif à Venise né vers 1450 à Padoue et mort vers 1530 à Padoue

## Biographie

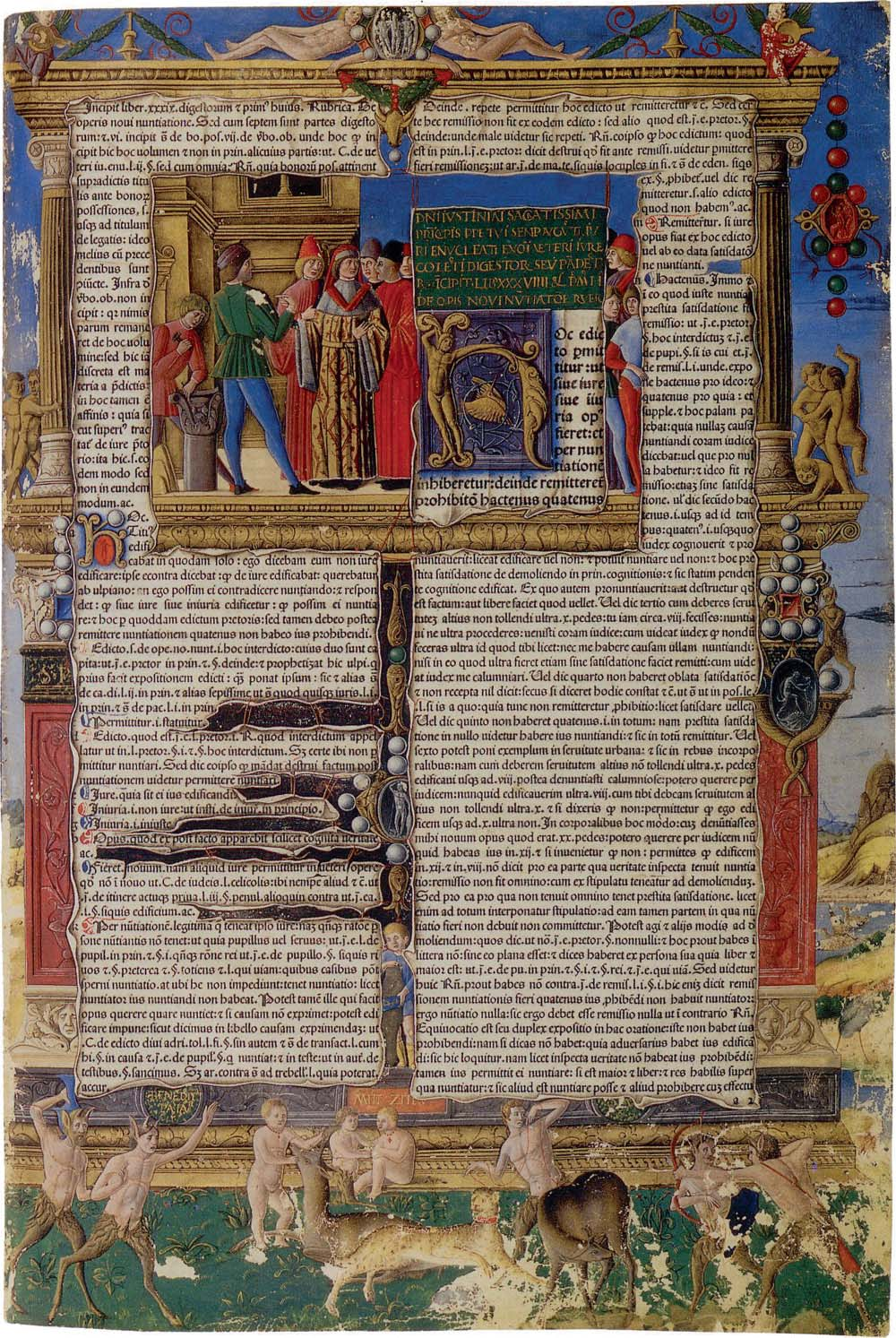
Livre imprimé à Venise en contenant la signature : Benedit Patav. Opus attribuée à Bordon, bibliothèque de Gotha (Allemagne).

Sa date de naissance est inconnue mais on sait que ses parents se marient à Padoue en 1442. Il se marie lui-même toujours dans la même ville en 1480 et sa mère y enregistre son testament en 1492. Il s'installe entre 1492 et 1494 à Venise où à quatre reprises, des privilèges pour l'impression de livres et de gravures lui sont accordés par le sénat vénitien, en 1494, 1504, 1508 et 1526. En 1523, il signe un contrat pour la réalisation des enluminures d'un évangéliaire et d'un épistolaire pour le monastère bénédictin Sainte-Justine de Padoue, pour lesquels il est payé la somme de 70 ducats. L'évangéliaire, toujours conservé, contient deux miniatures signées « Benedictus Bordonus ». Il rédige un testament à Venise en 1529 dans lequel il lègue ses livres d'astronomie et de philosophie à son fils Giulio. Il en signe un autre l'année suivante à Padoue, dans lequel il lègue sa maison à son neveu Baladassare. Il décède probablement peu de temps après et est enterré dans l'église Saint-Daniel.

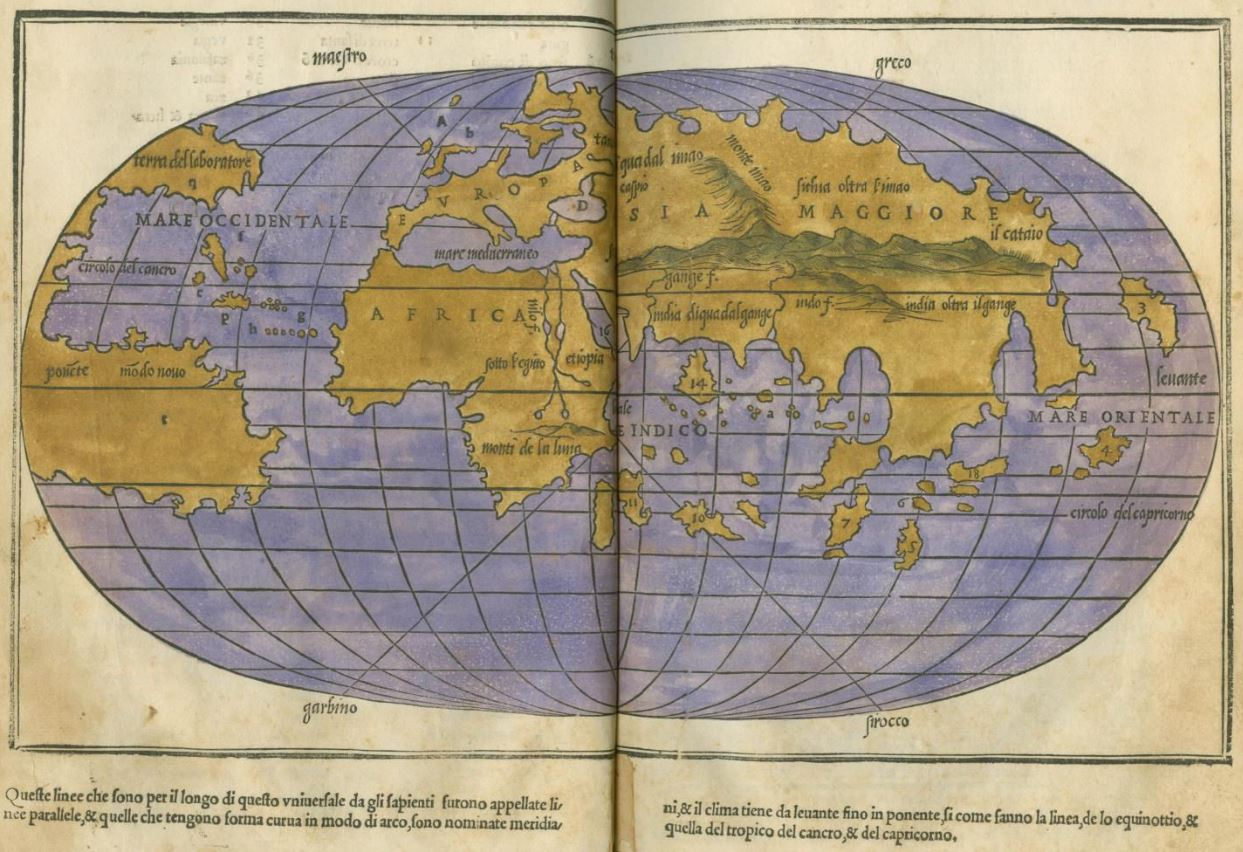
Mappemonde de Bordon, rééditée en 1534.

L'enlumineur appartient au cercle des humanistes de la ville, il collabore régulièrement avec l'imprimeur Alde Manuce pour qui il décore plusieurs livres imprimés. Il a alors probablement aussi une activité de dessinateur de gravures. Il a aussi en parallèle une activité de cartographe : il obtient le privilège en 1508 pour l'impression d'une carte de l'Italie mais aussi du monde, la première projection sphérique du monde imprimée en Italie, une des nombreuses cartes alors produites à Venise à l'époque, dont celles de Francesco Rosselli.
Bordon semble avoir acquis une certaine renommée au cours de sa vie qu'il conserve quelque temps après sa mort : le poète Andrea Navagero signale dans une lettre du 13 janvier 1515 à son ami Giovanni Battista Ramusio qu'il possède un manuscrit de Virgile décoré par lui. Marcantonio Michiel signale une de ses miniatures dans un manuscrit appartenant à Andrea Odoni en 1532. Après sa mort, le géographe Leandro Alberti le mentionne en 1550 ainsi que l'historien de Padoue Bernardino Scardeone en 1560 qui louent ses talents de cartographes et de miniaturiste.
Il est le père de Jules César Scaliger, érudit humaniste ayant émigré en France et grand-père de l'historien et philologue Joseph Juste Scaliger.

## Style
Son style d'enluminure est marqué par l'art de la Renaissance : il maîtrise la représentation des corps humain, de la perspective, il y ajoute les décorations tirées de l'Antiquité classiques et inspirées du padouan Andrea Mantegna. Il est dans la lignée des peintres vénitiens de son époque : Le Titien, Giorgione ou Cima da Conegliano. Il montre aussi une influence flamande en reprenant les décorations florales dans les marges de ses manuscrits, comme le fait alors l'école ganto-brugeoise à la même époque.

## Œuvres

### Manuscrits enluminés
- Six antiphonaires commandés par Fra Pietro da Lucignano et destiné au couvent franciscain San Nicolo della Latuga, vers 1494-1514, seuls trois encore conservés : Bibliothèque apostolique vaticane, MS Rossiana 1195, Archives capitulaires d'Arezzo, MS 75 (I-19), et Musée médiéval et moderne, Ms1781, en dépôt à la bibliothèque de la ville. Des miniatures découpées de ces antiphonaires sont conservés : Bayerische Staatsbibliothek, Munich, Clm 30205 ; Université du Michigan, Ann Arbor, Special Collections Library, MS 246 et Université Columbia, Rare Books Library, Plimpton MS 40H (1−8)
- Commission délivrée par le doge Leonardo Loredan à Giovanni Pietro Gixi, copié le 13 octobre 1502, avec collaborateurs, Musée Condé, Ms.800[5]
- évangéliaire pour le monastère bénédictin Sainte-Justine de Padoue, 1523-1525, Chester Beatty Library, Dublin, W.107
- Frontispive de la Mariegola (statuts) de la guilde Arte della Lana de Venise, vers 1523, Bibliothèque nationale de France, Rothschild 2764
- évangéliaire, destiné à Marino Grimani, écrit en 1528 et décoration entamée par Bordon (attribution constestée) et achevée par Clovio, vers 1530, Biblioteca Marciana, Venise, Lat1, 103
- Folio extrait d'un psautier de chœur franciscain ainsi qu'une lettrine découpée, Staatliche Graphische Sammlung, Munich, Inv. Nr. 40198 et No. 40140
- Quatre folios détachés d'un psautier de chœur et hymnaire, Free Library of Philadelphia, Ms.Lewis E-M 70:5–8
- Folio détaché d'un psautier de chœur destiné peut-être à l'église San Sebastiano de Venise (Jésus et les Pharisiens), Bibliothèque Jagellonne, Cracovie, I. R. 1900
- Deux folios détachés d'un graduel, vers 1510-1515, Bibliothèque Jagellonne, I. R. 1897 (Nativité) et Musée historique d'État de Moscou, Mus. 3197-a, f. 3. (Annonciation aux bergers)
- Une lettrine (Tobias et l'Ange) dans un graduel pour l'église dell'Angelo Raffaele, Archivio Storico Patriarcato, Venise.

### Livres imprimés et dessins de gravure

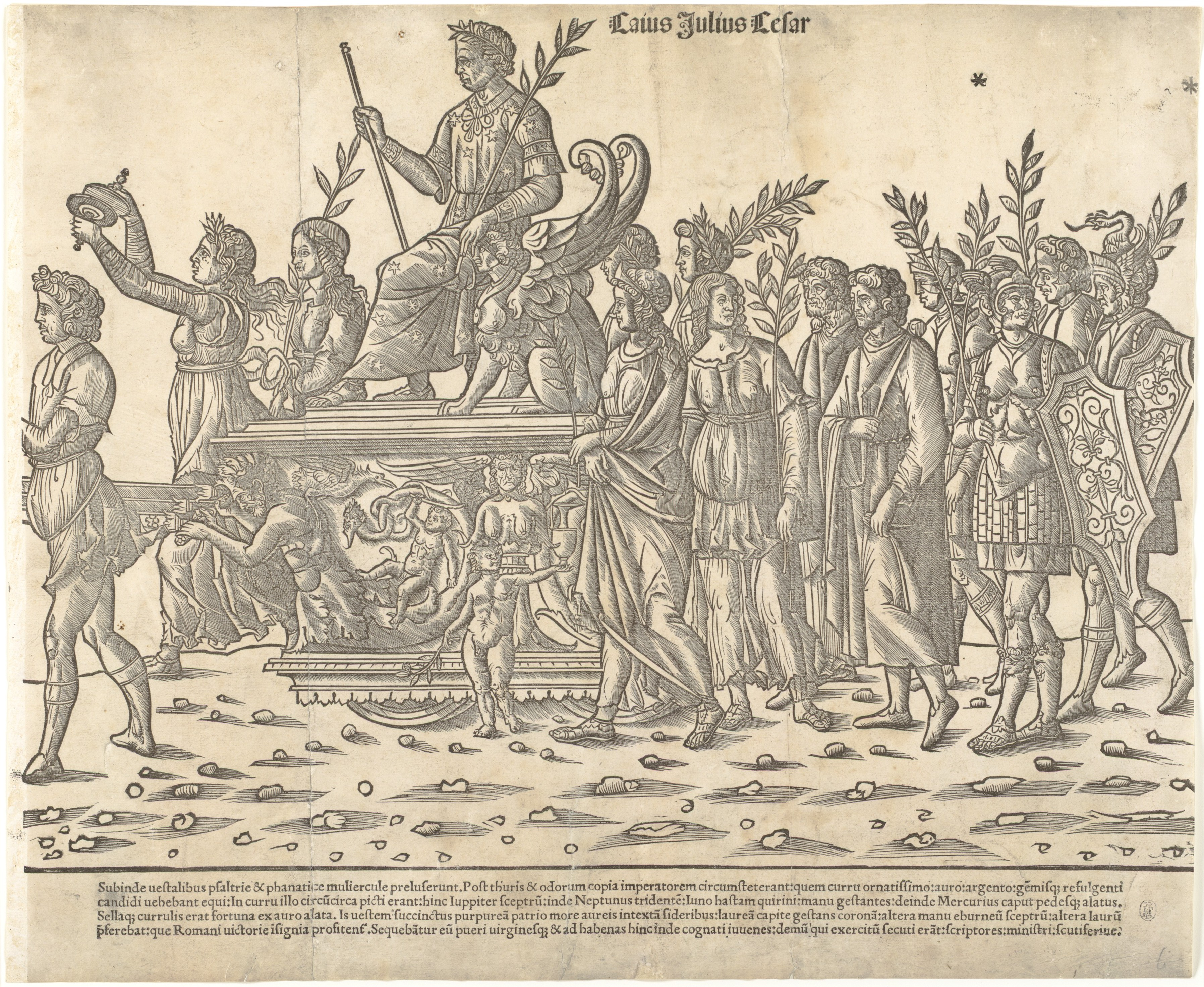
Le Triomphe de César, Metropolitan Museum of Art.

- Opera de Lucien de Samosate, 1494, dont un exemplaire enluminé de sa main pour un membre de la famille Mocenigo, Bibliothèque nationale autrichienne, Inc. 4. G. 27
- Breviarum Benedictinum, imprimé à Venise par Ehardt Ratdold en 1480, exemplaire enluminé par Bordon en 1495 pour des membres de les familles Contarini et Molin, Musée Condé, XII-F-043[6]
- Hypnerotomachia Poliphili, imprimé par Alde Manuce en 1499, certains dessins étant attribués à Bordon
- Graduale romanum imprimé en 1499-1500, puis Antiphonarium en 1503–1504 et un Psalmista en 1507 par Johannes Emericus de Spira pour Lucantonio Giunta
- Lectiones antiquae de Ludovico Ricchieri imprimé à Venise par Alde Manuce en 1502, exemplaire décoré par Bordon, Musée Condé, III-A-001[7]
- Triomphe de César, gravures sur bois dessinées par Bordon et gravées par Jacob de Strasbourg, 1504-1508
- Historia naturalis de Pline l'Ancien, imprimé par Melchior Sessa, 1513
- Libro di Benedetto Bordone,(dit Isolario[8])  imprimé par Nicolo Zoppino, 1528